# 鄂木斯克先鋒
先鋒冰球俱樂部(俄语：ХК Авангард, 先鋒)，也稱為鄂木斯克先鋒，是位於鄂木斯克的俄羅斯職業冰球隊。它是大陸冰球聯賽東部聯盟切爾尼謝夫分區的成員。

## 榮譽

### 冠軍
- 加加林盃: 2021年
- 俄羅斯超級聯賽: 2004年
- KHLContinental Cup: 2011年
- 開幕盃: 2019-20賽季, 2021-22賽季
- IIHF歐洲冠軍盃: 2005年
- 蘇聯聯賽 Class A2: 1990年 (East)

### 亞軍
- 加加林盃: 2012年, 2019年
- 俄羅斯超級聯賽: 2001年, 2006年
- 俄羅斯超級聯賽: 2007年
- IIHF洲際盃: 2007年
- IHL: 1996年

## 外部連結
- 鄂木斯克先鋒官方網站 （页面存档备份，存于） （俄語）
- NHL.com article on Omsk[永久]